# Вьель-Ор
Вьель-Ор (фр. Vielle-Aure, окс. Vièla) — коммуна во Франции, находится в регионе Юг — Пиренеи. Департамент — Верхние Пиренеи. Административный центр кантона Вьель-Ор. Округ коммуны — Баньер-де-Бигор.
Код INSEE коммуны — 65465.

## География

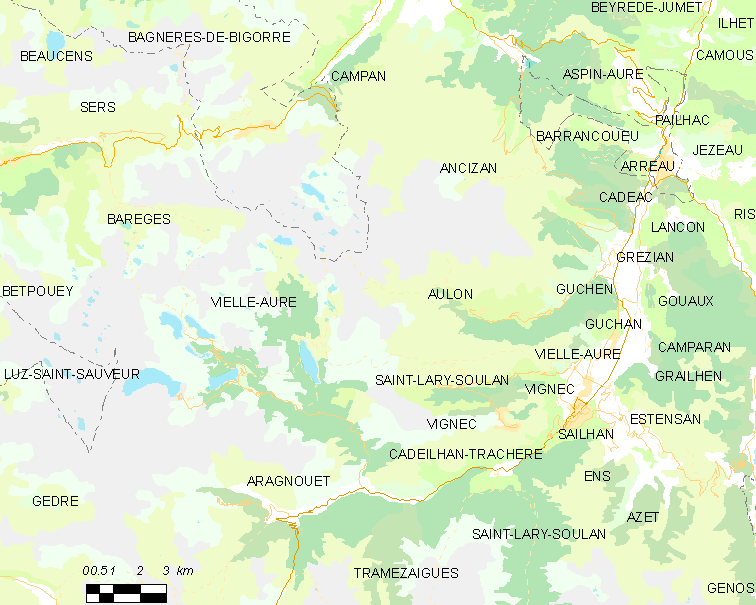
Карта коммуны

Коммуна расположена приблизительно в 690 км к югу от Парижа, в 125 км юго-западнее Тулузы, в 50 км к юго-востоку от Тарба.
Коммуна расположена в долине Ор. По территории коммуны протекает река Нест-д’Ор.

## Климат
Климат умеренно-океанический с солнечной тёплой погодой и обильными осадками на протяжении практически всего года.

## Население
Население коммуны на 2010 год составляло 356 человек.
| 1962 | 1968 | 1975 | 1982 | 1990 | 1999 | 2010 |
| ---- | ---- | ---- | ---- | ---- | ---- | ---- |
| 230  | 196  | 221  | 205  | 285  | 343  | 356  |

## Администрация
| Период | Период | Фамилия     | Партия                  | Примечания               |
| ------ | ------ | ----------- | ----------------------- | ------------------------ |
| 2001   | 2020   | Мариз Берье | Социалистическая партия | член генерального совета |

## Экономика
В 2010 году среди 227 человек трудоспособного возраста (15-64 лет) 176 были экономически активными, 51 — неактивными (показатель активности — 77,5 %, в 1999 году было 81,2 %). Из 176 активных жителей работали 172 человека (92 мужчины и 80 женщин), безработных было 4 (1 мужчина и 3 женщины). Среди 51 неактивных 15 человек были учениками или студентами, 25 — пенсионерами, 11 были неактивными по другим причинам.

## Достопримечательности
- Церковь Св. Варфоломея (XI—XII века). Исторический памятник с 1944 года[4]
- Часовня Св. Петра (XI—XII века). Исторический памятник с 1863 года[5]
- Часовня Св. Антония (XVI век)[6]

## Фотогалерея

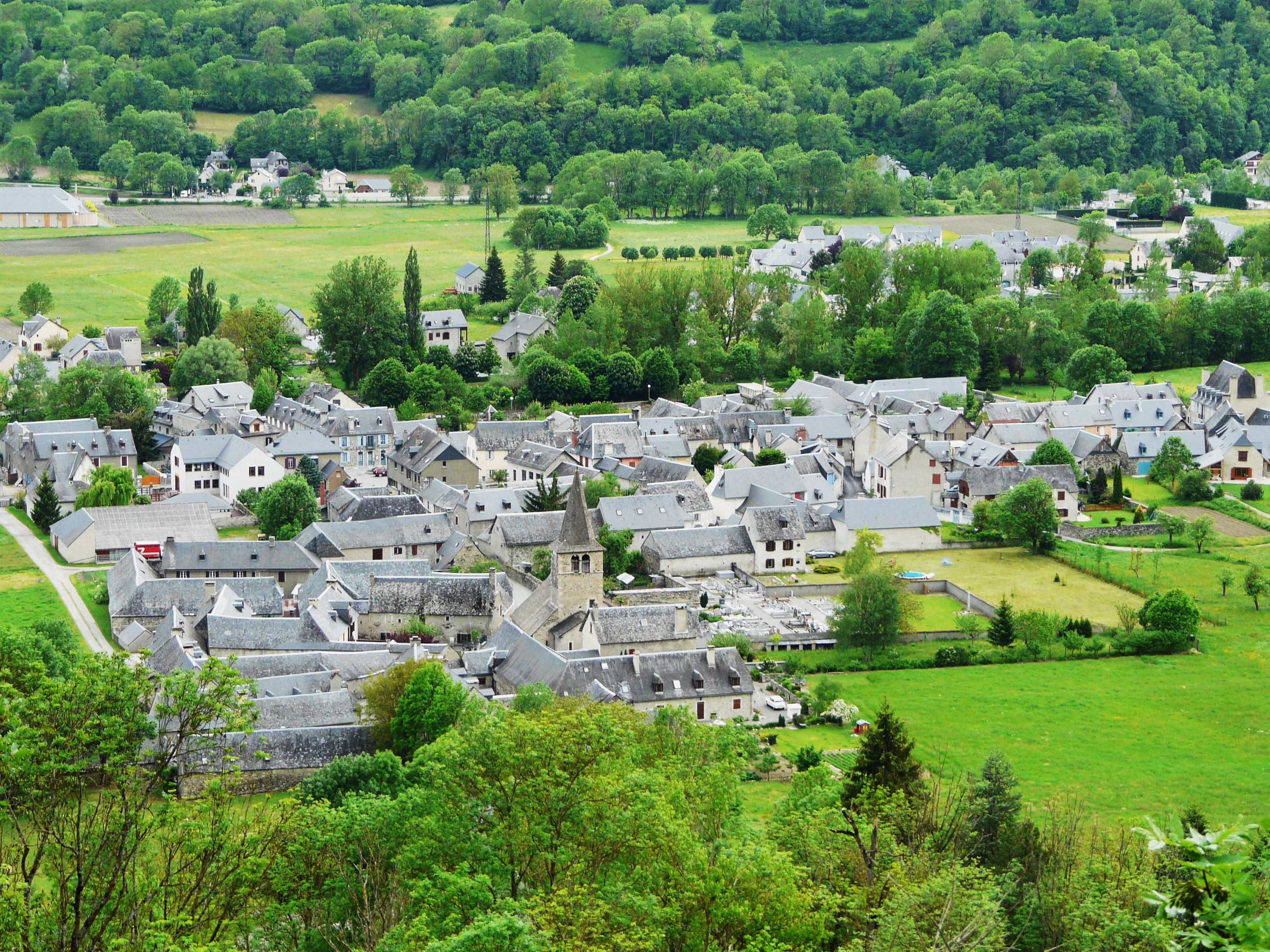
Вьель-Ор
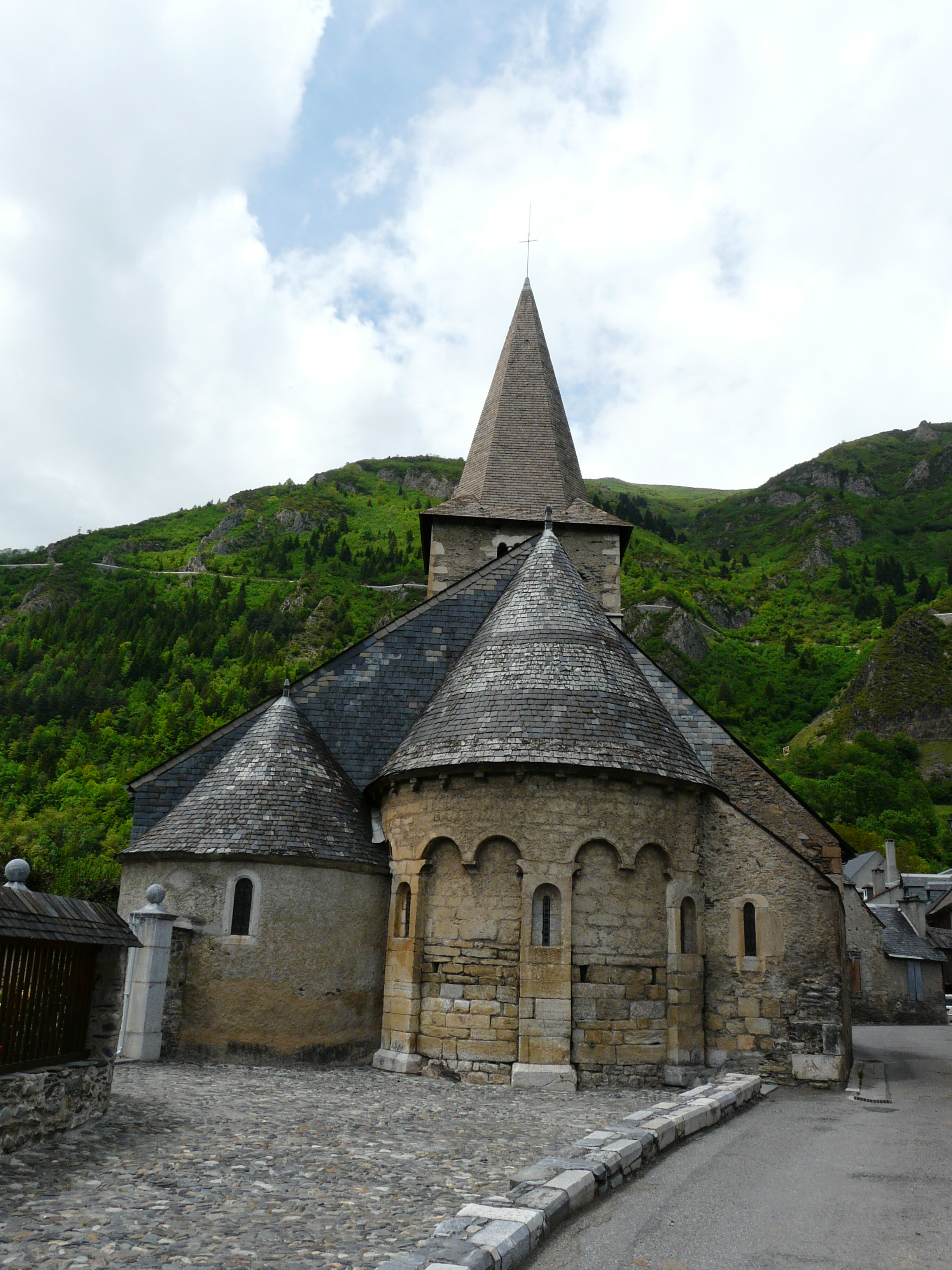
Церковь Св. Варфоломея
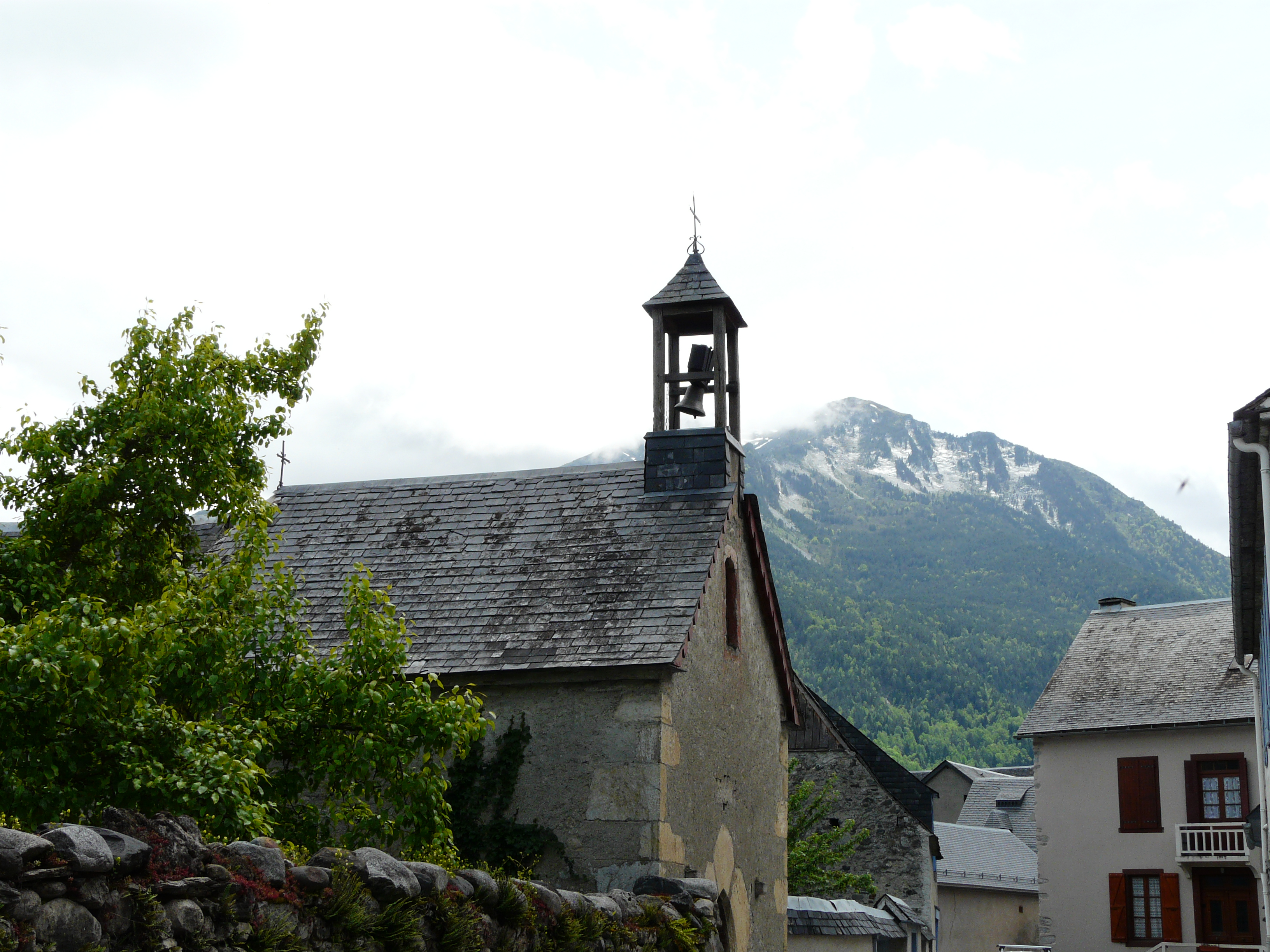
Часовня Св. Антония
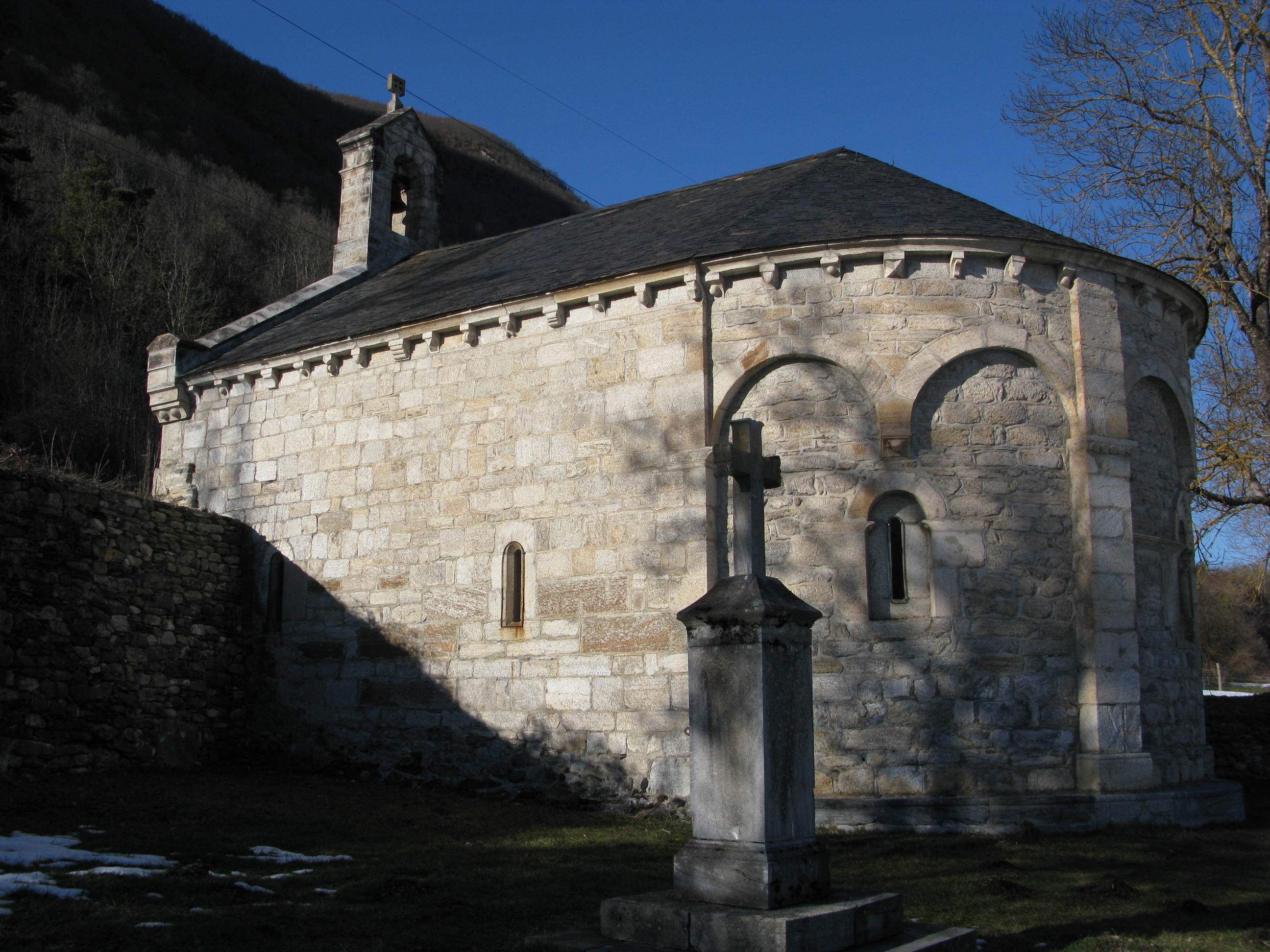
Часовня Св. Петра
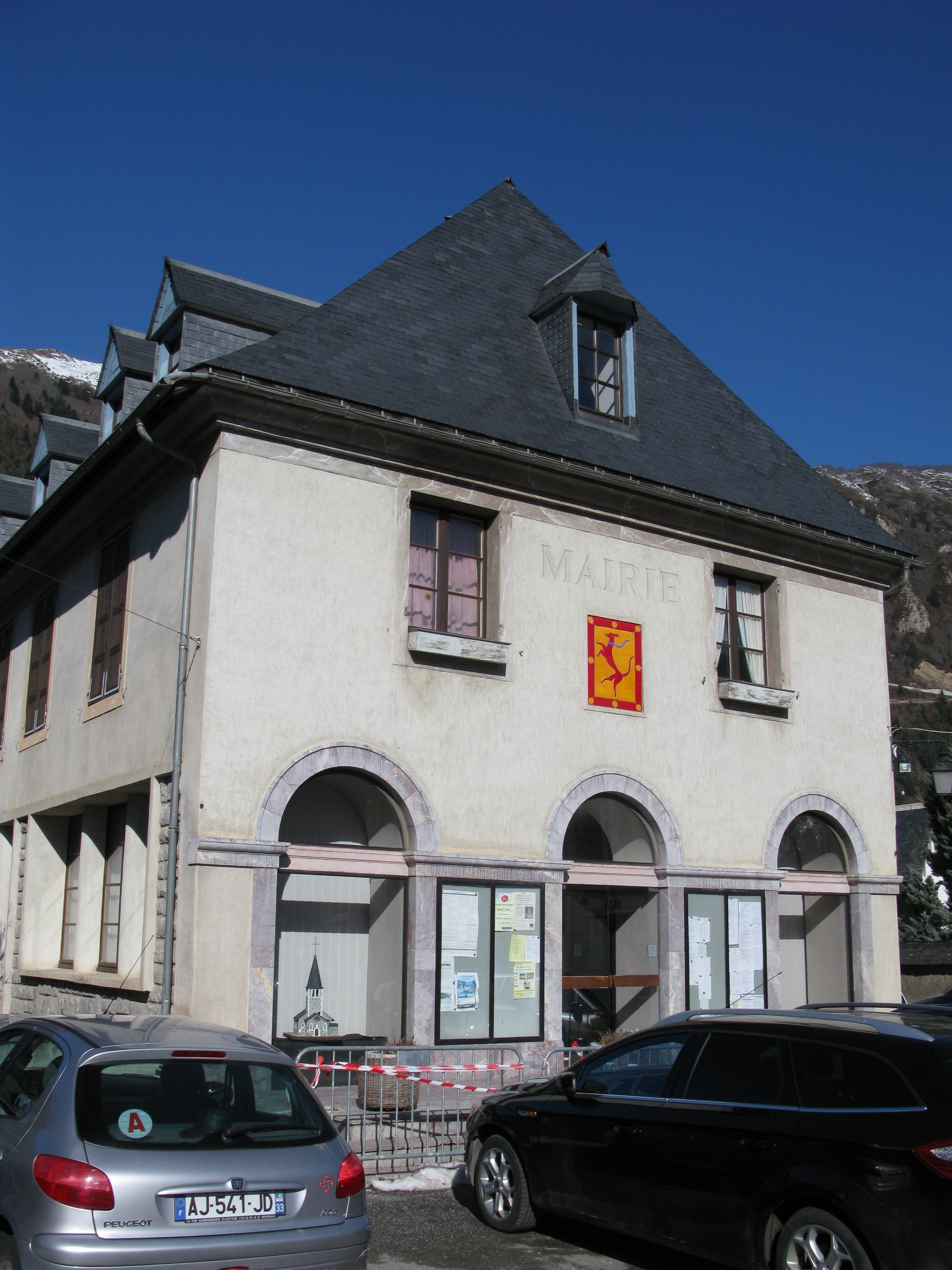
Мэрия
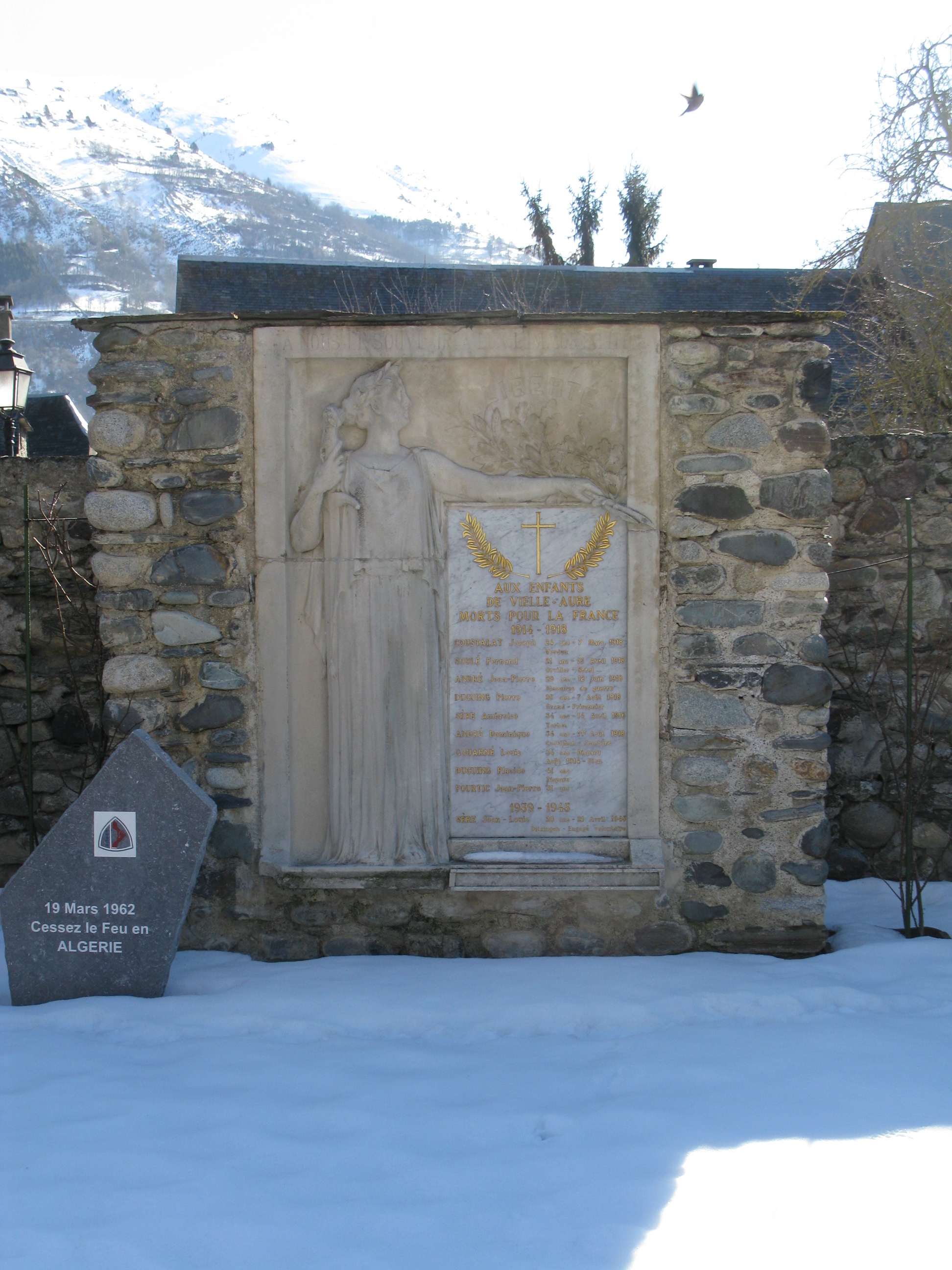
Военный мемориал
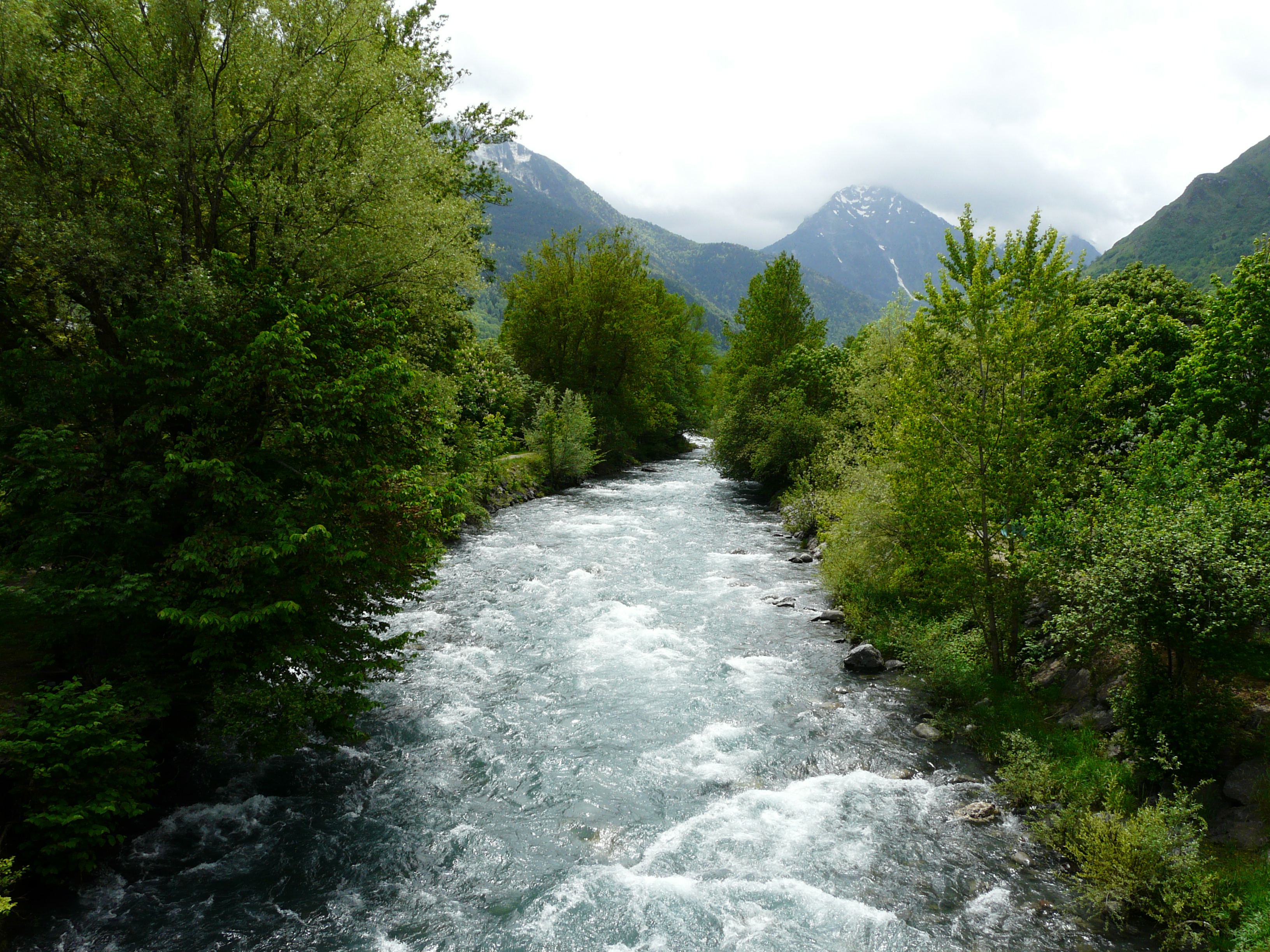
Река Нест-д’Ор